# Ixodes kopsteini
Ixodes kopsteini este o specie de căpușe din genul Ixodes, familia Ixodidae, descrisă de Oudemans în anul 1926. Conform Catalogue of Life specia Ixodes kopsteini nu are subspecii cunoscute.